# Африканский аист-разиня
Африканский аист-разиня (лат. Anastomus lamelligerus) — вид птиц из семейства аистовых. Выделяют два подвида. Номинативный подвид (A. l. lamelligerus) гнездится в тропической Африке к югу от Сахары и к северу от Южного тропика, подвид (A. l. madagaskarensis) на Мадагаскаре.

## Описание
Африканский аист-разиня достигает длины от 80 до 94 см и массы от 1 до 1,3 кг. Самцы крупнее. Оперение тёмное, с зеленоватым отливом, коричневатое или пурпурное. При закрытом клюве в середине между надклювьем и подклювьем остается просвет примерно 6 мм. Мадагаскарский подвид меньше, его клюв изящнее.

## Образ жизни
Африканский аист-разиня обитает во влажных областях, на болотах, по берегам озёр и рек, на затапливаемых территориях и во влажных саваннах. Он питается, прежде всего большими водными улитками («яблочные улитки», Ampullariidae), а также двустворчатыми, брюхоногими, лягушками, крабами, червями, рыбой и насекомыми. Африканский аист-разиня часто держится вблизи бегемотов, которые, разрыхляя берег, помогают в поисках корма.

## Размножение
Период гнездования начинается чаще в конце сезона дождей, когда ассортимент питания оптимален, может начаться, однако, в начале или незадолго до его начала. Птицы строят свои гнёзда группами на деревьях, чаще над водой или над плавнями. Небольшое по размерам (всего 50 см в диаметре) для аистов гнездо строится из веток и камыша. Обычно в кладке от 3 до 4, минимум 2 и самое большее 5 яиц, которые высиживаются от 25 до 30 дней. У птенцов чёрное пуховое оперение и нормально сложенные клювы. Они покидают гнездо через 50—55 дней.